# Tournai-sur-Dive
Tournai-sur-Dive ist eine französische Gemeinde mit 295 Einwohnern (Stand: 1. Januar 2022) im Département Orne in der Region Normandie (vor 2016 Basse-Normandie). Sie gehört zum Arrondissement Argentan und zum Gemeindeverband Terres d’Argentan Interco. Die Einwohner werden Tournaisiens und Tournaisiennes genannt.

## Geografie

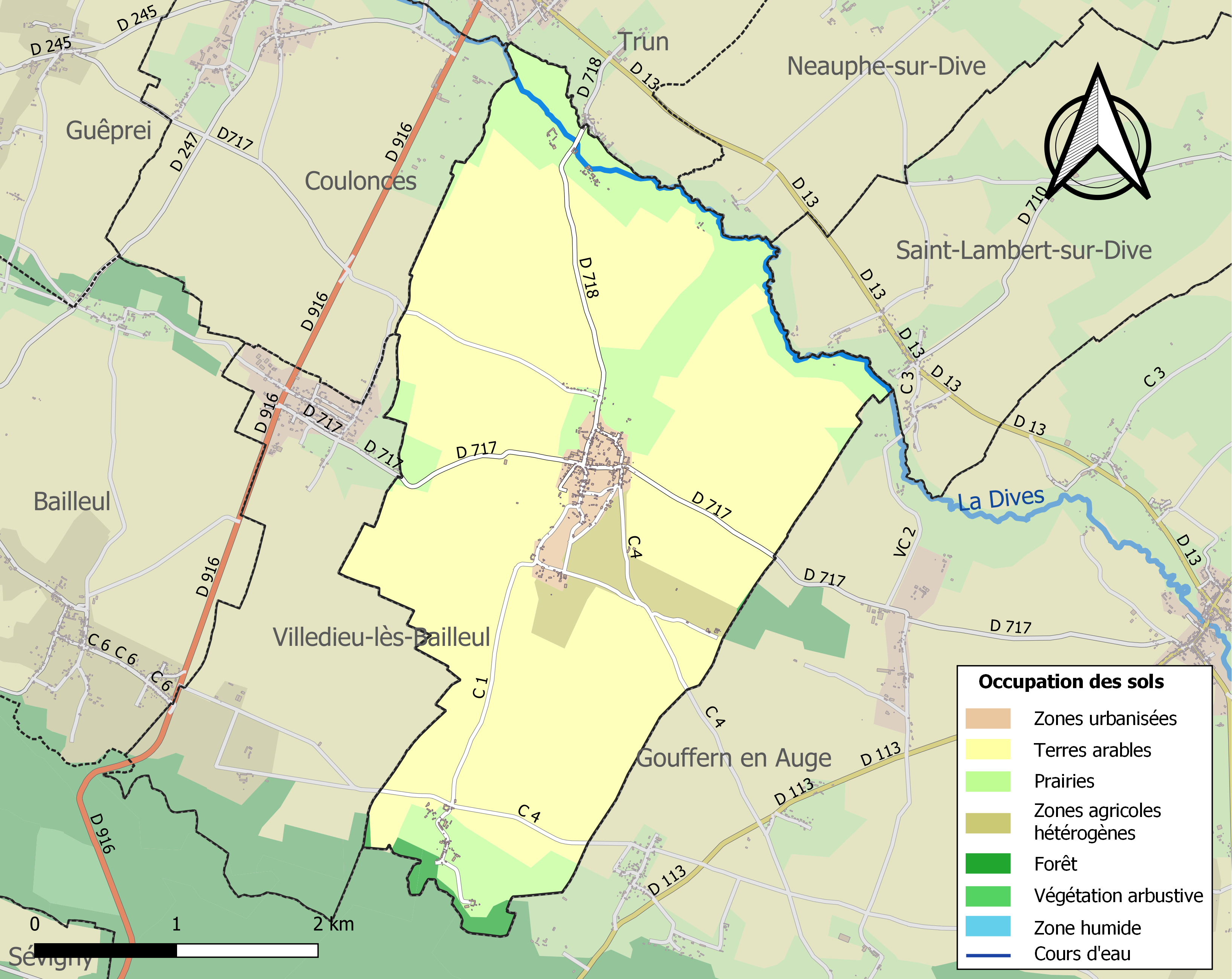
Bodennutzung und Infrastruktur der Gemeinde (2018)

Die Gemeinde Tournai-sur-Dive liegt im Süden der Région naturelle Pays d’Auge, etwa neun Kilometer nordöstlich von Argentan und etwa 43 Kilometer nördlich von Alençon. Die Dives und ihre Seitenarme begrenzen die Gemeinde im Norden. Das Gemeindegebiet wird außerdem vom Ruisseau du Pont aux Ânes entwässert, der es von Süd nach Nord durchquert, bevor er im Norden in die Dives mündet. Das Zentrum der Gemeinde liegt auf einer Höhe von etwa 110 m. Das Relief des Gemeindegebietes fällt am Austritt der Dives im Nordwesten auf 80 m ab und steigt nach Süden hin bis auf über 190 m an.
Teile des Gebiets von Tournai-sur-Dive gehören zu den ZNIEFF-Naturzonen „Bois des Rochers“ (250002616), „Forêts de Petite et Grande Gouffern“ (250008495) und „Carrière de Villedieu-lès-Bailleul“ (250013507). Rund 96 % Fläche der Gemeinde werden landwirtschaftlich, vor allem als Kulturboden (rund 74 %) genutzt, etwa 3 % entfallen auf bebaute Gebiete, etwa 1 % ist bewaldet, insbesondere im Süden durch einen kleinen Anteil am Forêt de Grande Gouffern (Stand: 2018).
Umgeben wird Tournai-sur-Dive von den Nachbargemeinden Trun im Norden, Neauphe-sur-Dive im Norden und Nordosten, Saint-Lambert-sur-Dive im Nordosten und Osten, Gouffern en Auge im Osten und Süden, Villedieu-lès-Bailleul im Südwesten und Westen sowie Coulonces im Westen und Nordwesten.

## Geschichte
Am 13. August 1944 waren die deutschen Truppen im Kessel von Falaise fast eingeschlossen. Die Kanadier näherten sich Falaise im Norden, während die Amerikaner südlich von Argentan vorrückten. Die deutsche 7. Armee wurde auf dem Rückzug Tag und Nacht von alliierter Artillerie und Luftwaffe beschossen. Am 17. wurde Falaise befreit, am 18. August waren die Kanadier bei Trun, am 19. nahmen die Amerikaner Chambois ein, sieben Kilometer von Trun entfernt. Alliierte Kanoniere wüteten durch diesen Korridor, in dem sich die 7. Armee langsam auflöste. Am 20. August verschärften sich die Zangenbewegungen im Todestrakt. Tournai-sur-Dives war mit Soldaten und Verwundeten überfüllt. Am 21. führte ein SS-Panzerkorps einen Gegenangriff durch, um die Evakuierung einiger tausend zusätzlicher Männer zu ermöglichen. In Tournai-sur-Dives gelang es Pater Launay, die Kapitulation von 800 deutschen Soldaten auszuhandeln. Am 22. August marschierten die Kanadier in Tournai-sur-Dives ein und nahmen viele weitere deutsche Soldaten gefangen.

## Bevölkerungsentwicklung
| Jahr                       | 1962 | 1968 | 1975 | 1982 | 1990 | 1999 | 2011 | 2022 |
| -------------------------- | ---- | ---- | ---- | ---- | ---- | ---- | ---- | ---- |
| Einwohner                  | 358  | 346  | 308  | 282  | 293  | 290  | 319  | 295  |
| Quellen: Cassini und INSEE |      |      |      |      |      |      |      |      |

## Sehenswürdigkeiten
- Pfarrkirche Saint-Paterne, im 16. Jahrhundert neu gebaut. Sie birgt zahlreiche Ausstattungsgegenstände, die in der Base Palissy gelistet sind, darunter eine große Anzahl, die als Monument historique der beweglichen Objekte eingeschrieben sind.
- Der 3,3 Meter hohe Menhir Pierre au Bordeu, seit 1938 als Monument historique klassifiziert
- Herrenhaus Pressigny aus dem 17. Jahrhundert

## Verkehr
Tournai-sur-Dive liegt relativ abseits größerer Verkehrsachsen. Die nachgeordneten Departementsstraßen D 717 und D 718 sowie lokale Landstraßen verbinden das Zentrum mit den Weilern der Gemeinde und Nachbargemeinden.